# Clucereasa, Argeș
Clucereasa este un sat ce aparține orașului Mioveni din județul Argeș, Muntenia, România.